# Nagroda im. Herdera
Nagroda im. Herdera (niem. Herder-Preis) – jedna z nagród kulturalnych przyznawanych przez fundację Alfreda Toepfera (Alfred Toepfer Stiftung F. V. S. z siedzibą w Hamburgu). W latach 1936–1944, jako Johann-Gottfried-von-Herder-Preis (na cześć Johanna Gottfrieda Herdera) przyznawana była przede wszystkim niemieckojęzycznym pisarzom, historykom i dziennikarzom z Prus Wschodnich; wręczano ją na uniwersytecie w Królewcu.
W 1963 roku reaktywowano ją, teraz jako „Herder-Preis” i każdego roku wyróżniano nią 7 artystów, pisarzy i przedstawicieli nauk humanistycznych z krajów Europy Wschodniej i części południowej. W ostatnich latach wysokość jej wynosiła 15 000 euro. Laureat typował równocześnie kandydata na roczne stypendium do dowolnej uczelni w Wiedniu. Po raz ostatni wręczono ją w 2006 roku.
Z Polski otrzymali ją m.in.: Władysław Bartoszewski, Włodzimierz Borodziej, Roman Brandstaetter, Kazimierz Dejmek, Michał Głowiński, Roman Ingarden, Bronisław Geremek, Zbigniew Herbert, Lech Kalinowski, Jan Kott, Hanna Krall, Gerard Labuda, Krzysztof Meyer, Ksawery Piwocki, Andrzej Szczypiorski, Wisława Szymborska, Lech Trzeciakowski, Wiktor Zin.

## Lista nagrodzonych (wybór)
- 1964: Jan Kott (1914–2001), krytyk (Polska)
- 1965: László Németh (1901–1975), pisarz (Węgry), Tudor Arghezi (1880–1967), poeta (Rumunia)
- 1967: Witold Lutosławski (1913–1994), kompozytor (Polska)
- 1968: Lajos Vayer(inne języki) (1913–2001), historyk sztuki (Węgry), Roman Ingarden (1893–1970), filozof (Polska), Miroslav Krleža (1893-1981), pisarz (Jugosławia)
- 1969: Ksawery Piwocki (1901–1974), historyk sztuki, etnolog (Polska)
- 1970: Gyula Illyés (1902–1983), pisarz (Węgry)
- 1971: Zaharia Stancu (1902–1974), pisarz (Rumunia)
- 1972: Gyula Ortutay(inne języki) (1910–1978), etnograf (Węgry), Virgil Vătășianu(inne języki) (1902–1993), historyk sztuki (Rumunia)
- 1973: Zbigniew Herbert (1924–1998), poeta (Polska)
- 1975: Nichita Stănescu (1933–1983), poeta (Rumunia)
- 1976: Dezső Keresztury(inne języki) (1904–1996), pisarz (Węgry), Marin Goleminow (1908–2000), kompozytor (Bułgaria)
- 1977: Krzysztof Penderecki (ur. 1933), kompozytor (Polska)
- 1978: Béla Gunda(inne języki) (1911–1994), etnograf (Węgry)
- 1979: Ferenc Farkas (1905–2000), kompozytor (Węgry)
- 1981: Sándor Csoóri (1930–2016), pisarz (Węgry)
- 1982: Imre Varga (1923-1919), rzeźbiarz (Węgry)
- 1983: György Konrád (1933-1919), pisarz (Węgry), Adrian Marino(inne języki) (1921–2005), pisarz (Rumunia)
- 1984: Constantin Lucaci(inne języki) (1923-2014), rzeźbiarz (Rumunia), Krzysztof Meyer (ur. 1943), kompozytor (Polska)
- 1986: Konrad Górski (1895–1990), historyk (Polska), Tekla Dömötör(inne języki) (1914–1987), etnograf (Węgry), Anatol Vieru (1926–1998), kompozytor (Rumunia)
- 1987: József Ujfalussy(inne języki) (1920–2010), muzykolog (Węgry)
- 1988: Ana Blandiana (ur. 1942), poeta (Rumunia)
- 1990: András Vizkelety(inne języki) (ur. 1931), literaturoznawca (Węgry), Bronisław Geremek (1932-2008), historyk (Polska)
- 1991: Marin Sorescu (1936–1997), poeta (Rumunia), Gerard Labuda (1916-2010), historyk (Polska)
- 1994: Sándor Kányádi (1929–2018), poeta (Węgry)
- 1995: Wisława Szymborska (1923–2012), pisarka (Polska)
- 1997: Ferenc Glatz (ur. 1941), historyk (Węgry)
- 1998: Imre Bak(inne języki) (ur. 1939), malarz (Węgry), Justinas Marcinkevičius (1930-2011), poeta (Litwa)
- 1999: István Fried(inne języki) (ur. 1934), literaturoznawca (Węgry), Ferdinand Milučký (1929-2019), architekt (Słowacja)[1]
- 2000: Imre Kertész (1929–2016), pisarz (Węgry), Milan Kundera (ur. 1929), pisarz (Czechy)
- 2001: János Böhönyey(inne języki) (1925-1919), architekt (Węgry), Jurij Andruchowycz (ur. 1960), pisarz (Ukraina)
- 2002: Péter Esterházy (1950–2016), pisarz (Węgry); Lech Trzeciakowski (1931–2017), historyk (Polska)
- 2003: Károly Manherz(inne języki) (ur. 1942), językoznawca (Węgry), Ana Maria Zahariade(inne języki), architekt (Rumunia)
- 2004: Éva Pócs(inne języki) (ur. 1936), etnograf (Węgry); Michał Głowiński (ur. 1934), filolog, historyk i teoretyk literatury (Polska)
- 2005: Károly Klimó(inne języki) (ur. 1936), malarz (Węgry), Hanna Krall (ur. 1935), dziennikarka (Polska)
- 2006: Włodzimierz Borodziej (ur. 1956), historyk (Polska)